# Barmyš
Barmyš (abchazsky Бармышь, gruzínsky ბარმიში – Barmiši) je vesnice v Abcházii, v okrese Gudauta. Leží přibližně 11 km severozápadně od okresního města Gudauty na úpatí pohoří Bzybský hřbet. Obec sousedí na západě s Blabyrchvou, na východě podél řeky Mčišta s Otharou a na jihu s Mgudzyrchvou. Na severu od Barmyše se nachází těžko přístupný horský terén. Obcí je vedena hlavní silnice spojující Rusko se Suchumi.
Oficiálním názvem obce je Vesnický okrsek Barmyš (rusky Бармышская сельская администрация, abchazsky Бармышь ақыҭа ахадара). Za časů Sovětského svazu se okrsek jmenoval Barmyšský selsovět (Бармышский сельсовет).
Součástí obce Barmyš jsou tyto okolní vesničky: Ažchahara (Ажьхаҳара / Аџьхаҳара) a Mazichva (Мазихәа).

## Obyvatelstvo
Dle nejnovějšího sčítání lidu z roku 2011 je počet obyvatel této obce 390 a jejich složení následovné:
- 389 Abchazů (99,7 %)
- 1 Rus (0,3 %)

Před válkou v Abcházii žilo v obci 297 obyvatel. V celém Barmyšském selsovětu žilo 748 obyvatel.